# Pseudaleurolobus
Pseudaleurolobus is een geslacht van halfvleugeligen (Hemiptera) uit de familie witte vliegen (Aleyrodidae), onderfamilie Aleyrodinae.
De wetenschappelijke naam van dit geslacht is voor het eerst geldig gepubliceerd door Hempel in 1922. De typesoort is Pseudaleurolobus jaboticabae.

## Soort
Pseudaleurolobus omvat de volgende soort:
- Pseudaleurolobus jaboticabae Hempel, 1922